# Monarch-Klasse
Die Monarch-Klasse war eine Klasse von drei Einheitslinienschiffen (Schlachtschiffen) der k.u.k. Kriegsmarine. Die drei in den 1890er Jahren gebauten Schiffe (Monarch, Wien, und Budapest) waren die ersten Turmschiffe Österreich-Ungarns.

## Vorgeschichte
Als die Seestreitkräfte der Großmächte in den 1890er Jahren nach und nach die „Einheitslinienschiff-Bauweise“ als Standard für ihre Schlachtschiffe akzeptierten, sah sich selbst Admiral Sterneck gezwungen, seine Strategie zu überdenken und den internationalen Entwicklungen zu folgen. 1892 stellte er einen Antrag auf Bereitstellung von Mitteln für den Bau einer Klasse von drei identischen Küstenpanzerschiffen.

## Technik

### Schiffsmaße
Die Schiffe hatten eine Gesamtlänge von 99,22 m, und eine Kielwasserlinie von 97,7. Die Breite betrug 17,0 m und der Tiefgang 6,40 m. Die Verdrängung bei 5.547 t.

### Antrieb
Die Schiffe waren mit zwei 4 Zylinder Verbunddampfmaschinen ausgestattet, (die jeweils eine Welle antrieben) und insgesamt 8.500 PS  (6.252 kW) entwickelten, mit der sie eine Höchstgeschwindigkeit von 17,5 Knoten (32,4 km/h) erreichte. Der Dampf wurde von sieben Großraumwasserkesseln geliefert. Die Schiffe konnten maximal 510 t Kohle mitführen, was ihnen bei 9 Knoten (17 km/h) eine Reichweite von 3500 Seemeilen (6.482 km) ermöglichte. Die Besatzungen der Schiffe bestanden aus 423 Offizieren und Mannschaft.

### Bewaffnung

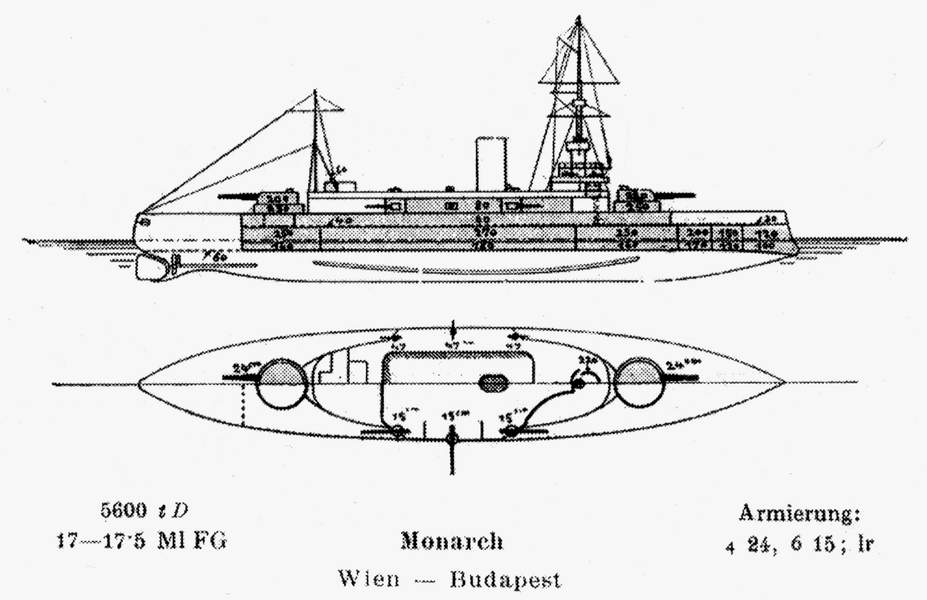
Skizze der Monarch-Klasse.

Die Hauptbewaffnung bestand aus vier 24-cm-Geschützen in zwei Zwillingstürmen vor und hinter den Ausbauten. Als Mittelartillerie dienten sechs Geschütze im Kaliber 15 cm/L40. Als leichte Artillerie waren zehn Geschütze im Kaliber von 4,7 cm L/44 von Skoda und vier Hotchkiss-Kanonen im Kaliber 4,7 cm L/33 an Bord. Dazu waren die Schiffe noch mit je zwei seitwärts gerichteten fest eingebauten Überwasser-Torpedorohren und einem MG (Kaliber 8mm) ausgestattet. Zur Bewaffnung der Beiboote standen zwei Uchatius-Geschütze im Kaliber 7 cm L/15  zur Verfügung.

### Panzerung
Die Schiffe der Monarch-Klasse waren mit einem Harvey Panzergürtel ausgestattet. Der Panzergürtel war mittschiffs 270 mm dick, verjüngte sich entlang der Barbetten auf 220 mm und dann zum Bug hin allmählich auf 120 mm. Die Kasematten für die 15-cm-Geschütze war durch eine 80 mm dicke Panzerung geschützt. Die Geschütztürme waren rundherum 250 mm dick. Der Kommandoturm war mit 220 mm geschützt. Die horizontale Deckspanzerung war 40 mm dick.

## Einsatz im Frieden
Die Monarch und die Wien wurden 1895 und die Budapest ein Jahr später vom Stapel gelassen. Nach Indienststellung als erste Division folgten Manöver in der Adria 1899. SMS Wien nahm an der Flottenparade zum diamantenen Thronjubiläum für Queen Victoria 1897 teil, nachfolgend war sie an der internationalen Blockade Kretas im griechisch-türkischen Krieg von 1897 beteiligt. Im Zuge des Baus neuerer Einheiten folgten weitere Manöver und Schulung der Mannschaften und schließlich die Zuordnung als Küstenwach- und Trainingsschiffe.

## Einsatz im Krieg
Während des Ersten Weltkriegs bildeten die alten Schiffe die Fünfte Division der Marine. Budapest und Wien beschossen dabei Küstenstellungen bei Venedig, der montenegrinischen Küsten (Lovcen) und in der Adria. Am 9. August 1914 beschoss SMS Monarch eine französische Funkstation in Budva und zwei montenegrinische in Bar und Volovica. Im Dezember 1915 nahm die SMS Budapest an einem Angriff auf Durazzo teil. 1917 wurden SMS Budapest und SMS Wien nach Triest geschickt, um im Golf von Triest italienische Stellungen zu beschießen.
1917 wurde SMS Wien im Hafen von Triest durch italienische Torpedos versenkt. Die italienischen Motortorpedoboote MAS 9 und MAS 13 unter dem Kommando von Luigi Rizzo waren zuvor unbemerkt in den Hafen eingedrungen. SMS Budapest diente dann ab 1917 als Depotschiff und Unterkunft für deutsche U-Boot-Besatzungen. Im Juni 1918 wurde das alte Schiff dann noch einmal umgebaut und erhielt eine 380-mm-Haubitze zur Küstenbeschießung, wurde jedoch nicht mehr eingesetzt. Die zwei verbliebenen Schiffe wurden zum Kriegsende an Großbritannien abgegeben und 1920/1922 in Italien abgewrackt.